# Jan Smeekens
Jan Smeekens, född den 11 februari 1987 i Raalte, Nederländerna, är en nederländsk skridskoåkare.
Han tog OS-silver på herrarnas 500 meter i samband med de olympiska skridskotävlingarna 2014 i Sotji.